# Diores jonesi
Diores jonesi is een spinnensoort uit de familie van de mierenjagers (Zodariidae).
De wetenschappelijke naam van de soort werd in 1920 gepubliceerd door Richard William Ethelbert Tucker.